# Апер Најак (Њујорк)
Апер Најак (енгл. Upper Nyack) град је у америчкој савезној држави Њујорк.

## Демографија
По попису из 2010. године број становника је 2.063, што је 200 (10,7%) становника више него 2000. године.
| Група             | 2000.         | 2010.         |
| Белци             | 1.674 (89,9%) | 1.740 (84,3%) |
| Афроамериканци    | 62 (3,3%)     | 81 (3,9%)     |
| Азијати           | 43 (2,3%)     | 52 (2,5%)     |
| Хиспаноамериканци | 77 (4,1%)     | 135 (6,5%)    |
| Укупно            | 1.863         | 2.063         |